# Cyphacolus veniprivus
Cyphacolus veniprivus är en stekelart som beskrevs av Hermann Priesner 1951. Cyphacolus veniprivus ingår i släktet Cyphacolus och familjen Scelionidae. Inga underarter finns listade i Catalogue of Life.